# MacGregors satijnvogel
De MacGregors satijnvogel (Cnemophilus macgregorii) is een zangvogel uit de familie Cnemophilidae. Deze vogel is genoemd naar William MacGregor (1846-1919) die toen luitenant-gouverneur van Brits-Nieuw-Guinea was.

## Verspreiding en leefgebied
Deze soort komt voor in Nieuw-Guinea en telt twee ondersoorten:
- C. m. sanguineus: het oostelijke deel van Centraal-Nieuw-Guinea.
- C. m. macgregorii: zuidoostelijk Nieuw-Guinea.